# أبو جعفر أحمد بن نصر
أَبُو جَعْفَرْ أَحْمَدُ بْنُ نَصْر كان تاجراً وداعياً إسماعيلياً. عمل بشكل علني كرئيس للدعاية المؤيدة للفاطميين في الفسطاط عاصمة مصر خلال السنوات الأخيرة من الحكم الإخشيدي، ولعب دورًا رئيسيًا في التحضير للغزو الفاطمي السريع وغير الدموي نسبيًا لمصر عام 969. 